# Mossautal
Mossautal település Németországban, Hessen tartományban. Lakosainak száma 2470 fő (2023. december 31.).

## Népesség
A település népességének változása:
| Lakosok száma | 2485 | 2419 | 2413 | 2399 | 2475 | 2470 |
|               | 2014 | 2017 | 2019 | 2021 | 2022 | 2023 |